# Machaeropteris
Machaeropteris is een geslacht van vlinders uit de familie van de echte motten (Tineidae).
De wetenschappelijke naam werd voor het eerst geldig gepubliceerd door Lord Walsingham in 1887.
Deze motten komen voor in het Oriëntaals gebied (vooral Zuid-India en Sri Lanka) en het Afrotropisch gebied.

## Soorten
- M. acutipennis (Walker, 1863)
- M. baloghi Gozmány, 1965
- M. ceramina Meyrick, 1911
- M. dryinarma Meyrick, 1916
- M. encotopa Meyrick, 1922
- M. eribapta Meyrick, 1915
- M. euthysana Meyrick, 1931
- M. halistrepta Meyrick, 1911
- M. histurga Meyrick, 1915
- M. horrifera Meyrick, 1911
- M. irritabilis Meyrick, 1932
- M. limatula Meyrick, 1911
- M. magnifica Gozmány, 1968
- M. melicera Meyrick, 1911
- M. ochroptera Gozmány, 1967
- M. pelodelta Meyrick, 1931
- M. petalacma Meyrick, 1932

- M. phenax Meyrick, 1911
- M. plinthotripta Meyrick, 1919
- M. receptella (Walker, 1863)
- M. synaphria Meyrick, 1922
- M. taciturna Meyrick, 1911
- M. truculenta Meyrick, 1916
- M. turbata Meyrick, 1922